# Lophodermium ramulosum
Lophodermium ramulosum är en svampart som beskrevs av Spooner 1991. Lophodermium ramulosum ingår i släktet Lophodermium och familjen Rhytismataceae.   Inga underarter finns listade i Catalogue of Life.